# Lehesta Kemp
Pour les articles homonymes, voir Kemp.
Lehesta Kemp, née le 20 mars 1990 à Hartswater, est une nageuse sud-africaine.

## Carrière
Lehesta Kemp est médaillée d'or du 50 mètres dos, du 100 mètres dos, du 200 mètres dos et des relais 4 x 100 mètres nage libre et 4 x 100 mètres quatre nages aux Championnats d'Afrique de natation 2006 à Dakar
Aux Championnats d'Afrique de natation 2012 à Nairobi, elle obtient la médaille d'or du 50 mètres nage libre, du 100 mètres nage libre, du 50 mètres dos, du 100 mètres dos et des relais 4 x 100 mètres nage libre, 4 x 200 mètres nage libre et 4 x 100 mètres quatre nages ainsi que la médaille d'argent du 50 mètres papillon.